# Carolina Bock

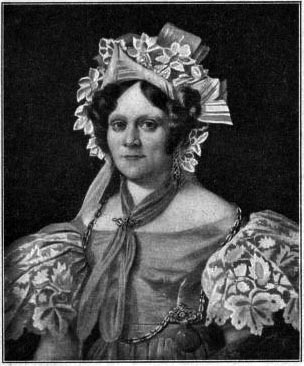
Karolina Bock

Carolina Sofia Bock, geborene Richter (* 28. August 1792 in Stockholm; † 22. März 1872 ebenda), war eine schwedische Bühnenschauspielerin. Sie war zweimal Rektorin und Schauspiellehrerin der Dramatens elevskola: von 1831 bis 1834 und von 1841 bis 1856. Sie war in ihrer Zeit eine der führenden Schauspielerinnen am Königlichen Dramatischen Theaters.

## Leben
Carolina Richter wurde als Tochter des Oboisten Carl Johan Richter und Magdalena Sofia Rytting geboren.
Zwischen 1806 und 1810 war sie Schülerin der Dramatens elevskola an Königlichen Dramatischen Theater. Sie war eine Schülerin von Sofia Lovisa Gråå und gehörte zu den Bühnenschauspielerinnen ihrer Generation, die als „Grå-Mädchen“ bezeichnet wurden.
In den Jahren 1813–14 war Carolina Bock am Djurgårdsteatern und am Nya komiska teatern von Isak de Broen engagiert. Im Jahr 1814 wurde sie vom Königlichen Dramatischen Theater engagiert, wo sie bis zu ihrer Pensionierung am 26. Juni 1863 tätig blieb.
Bock gehörte zu den führenden Schauspielerinnen ihrer Generation. Sie galt nicht als geeignet für Heldinnenrollen, die oft die weiblichen Hauptrollen in den Stücken der Epoche waren, sondern etablierte sich bereits in ihrer Jugend in den Rollen ältere Frauen in Komödien, eine Kategorie, in der sie eine erfolgreiche Karriere machte und der es nie an Aufträgen mangelte. Man sagte ihr eine seltene Eigenschaft nach: Sie kannte ihre eigenen Grenzen.
Zu ihren erfolgreichsten Rollen gehörten die Titelrolle in Ma Tante Aurore ou Le Roman impromptu von François-Adrien Boieldieu, „Veneranda“ in Léon ou Le Château de Monténéro von Nicolas Dalayrac, „Tante Vivika“, der Bösewicht, in Carl Lindegrens General Eldhjelm, „Frau Miller“ in Schillers Kabale und Liebe, „Frau Griponiai“ in August von Kotzebues Bruderzwist oder die Versöhnung u. v. m. Am 26. Juni 1863 trat Bock in den Ruhestand.
Bock erhielt 1857 vom König die Medaille Litteris et Artibus als Anerkennung für ihre dramatische Karriere.
Bock war zweimal Rektorin und Schauspiellehrerin der Königlichen Akademie für dramatische Ausbildung: von 1831 bis 1834 und von 1841 bis 1856. Sie war dort auch als Lehrerin für Deklamation tätig. Mehrere Generationen von schwedischen Schauspielern wurden von Bock geprägt. Zu ihren Schülern gehörten Emilie Sofia Högquist und Jenny Lind. Sie folgte der von Anne Marie Milan Desguillons eingeführten älteren französischen Deklamationsschule, die sie während ihrer eigenen Zeit als Schülerin von Sofia Lovisa Gråå beibehalten hatte, die aber in der Mitte des 19. Jahrhunderts von der neueren romantischen Schule mit ihrer natürlicheren Darstellung abgelöst wurde. Sie war bekannt für ihre Fähigkeit, die richtige Darstellung der Sprache sowohl im Gesang als auch in der Sprache zu lehren. Sie wurde als ausgezeichnete Lehrerin beschrieben, aber auch als eine, die ihren Schülern eine strengere Disziplin aufzwang, und 1856 wurde sie nach Protesten der Schauspielklasse als Schulleiterin abgesetzt.
Sie soll ein wildes Temperament gehabt. Als sie 1857 den Auftrag erhielt, die dänische Gastkünstlerin Charlotte Bournonville in der schwedischen Sprache zu unterrichten, erledigte sie diese Aufgabe so gut, dass Bournonville bald darauf mit Erfolg als gebürtige Schwedin auftreten konnte. Als die Direktion sich bei Bock dafür bedanken wollte, gab sie ihnen eine „solche Portion an Verachtung, dass sie sich schnell wieder zurückzogen“.
Carolina Bock war zweimal verheiratet. 1813 heiratete sie den Violinisten der Kungliga Hovkapellet Johan Gabriel Svanberg (1781–1825), von dem sie sich 1822 scheiden ließ. Im Jahr 1826 heiratete sie Carl Friedrich Bock (1800–1841), der dort Flötist war. Sie war die Mutter von Bertha Tammelin, die Schauspielerin, Sängerin, Komponistin, Musikerin und Lehrerin an der Dramatens elevskola wurde.